# Henry Morgan
Sir Henry Morgan (født ca. 1635 i Wales, død 25. august 1688 på Jamaica) var en walisisk pirat, der blev kendt som leder af sørøvere og kapere i Caribien. Han blev guvernør på Jamaica fra 1675. 
Morgan blev ifølge overleveringen kidnappet i Bristol og solgt som slave til en plantageejer på Barbados, hvorefter han kom til Jamaica. Her blev han gift med sin kusine. Han var sandsynligvis den kaptajn Morgan, der slog sig sammen med Christopher Myngs flåde i 1663 og deltog i ekspeditionen, der erobrede de spanske bosætninger ved Vildemos, Trujillo og Granada. I 1666 var Morgan leder af et skib, der overtog Old Providence. Han blev senere valgt som admiral. 
Guvernøren af Jamaica, Sir Thomas Modyford, gav i 1668 Morgan opgaven at tage nogle spanske fanger på Cuba for at afsløre detaljerne om et truende angreb mod Jamaica. Med ti skibe og 500 mand gik Morgan i land på Cuba, erobrede og hærgede Puerto Principe og sejlede derefter mod den befæstede og godt bevogtede by Puerto Bello i Panama. Det siges, at Morgans mænd brugte fangne jesuitter som menneskelige skjold, da de erobrede den tredje og vanskeligste fæstning. Det lykkedes Morgan at presse en løsesum ud af den spanske guvernør på Panama. Ekspeditionerne gik imidlertid langt ud over den opgave, Morgan havde fået. Selv dækkede han sig ind under, at det for nødvendigt for England at have frie hænder til at angribe spanierne overalt, hvor det var muligt. I London hævede de, at de ikke var vidende om hændelserne. 
Morgan fik imidlertid et nyt opdrag mod spanierne. Det  udførte han ved at hærge de cubanske kystområder. I marts 1667 gik det ud over Maracaibo i Venezuela, hvis beboerne var flygtet, da de opdagede de engelske skibe. Morgan tilbragte en del uger i bosættelsen Gibraltar ved indsøen Maracaibo, hvor han torturere flere af de rige beboere for at få afsløret, hvor rigdommene var skjult. Da han kom tilbage til Maracaibo, lå der tre spanske skibe og spærrede adgangen til Det Caribiske Hav. Det lykkedes Morgan at ødelægge dem, at få betydelige mængder skatter med fra et af de spanske skibe, der var strandet, ligesom han fik et stort beløb for at forlade området. 
Han blev derefter øverstbefalende for alle krigsskibe på Jamaica. Efter at have hærget både kyst og land på Cuba, drog Morgan mod Panama. Her generobrede han Santa Catalina i 1670 og senere også fæstningen Chagres med det resultat, at 300 i garnisonen blev dræbt. Det lykkedes ham at besejre en styrke, der var langt større end hans egen på 1.400 mand. England sluttede fred med Spanien, og til trods for at Morgan tidligere havde modtaget kongens velsignelse for sine handlinger mod spanske interesser, blev han arresteret og sendt til England i 1672, hvor han blev anklaget som pirat. Kong Karl 2. af England hørte imidlertid om Morgans bedrifter, adlede ham i 1674 og lod ham returnere til Jamaica, hvor han blev viceguvernør.